# Podbieriezje (rejon łokniański)
Podbieriezje (ros. Подберезье) – wieś (ros. село, trb. sieło) w zachodniej Rosji, centrum administracyjne wołostu Podbieriezinskaja (osiedle wiejskie) rejonu łokniańskiego w obwodzie pskowskim.

## Geografia
Miejscowość położona jest nad rzeką Łować (dopływ Łokni), 32 km od centrum administracyjnego rejonu (Łoknia), 170 km od stolicy obwodu (Psków).
W granicach miejscowości znajdują się ulice: Koopieratiwnaja, Lesnaja, Łowatskaja, Mołodiożnaja, Oktiabrskaja, Pierwomajskaja, Pionierskaja, Pocztowaja, Sowietskaja, Spartaka, Traktornaja, Zariecznaja, Zawodskaja.

## Demografia
W 2010 r. miejscowość zamieszkiwały 493 osoby.